# Yawans flygplats
Yawans flygplats är en flygplats i Afghanistan. Den ligger i distriktet Yawan, i provinsen Badakhshan, i den nordöstra delen av landet, 400 kilometer norr om huvudstaden Kabul. Flygplatsen ligger 1 740 meter över havet.